# Ronde van Italië 2020/Startlijst
Deze pagina bevat de startlijst van de 103e Ronde van Italië die op zaterdag 3 oktober 2020 van start ging in Monreale. In totaal deden er 22 ploegen mee aan de rittenkoers die op zondag 25 oktober eindigde in Milaan. Iedere ploeg ging met acht renners van start, wat het totaal aantal deelnemers op 176 bracht.

## Overzicht

### AG2R La Mondiale
| rugnummer | renner                 | prestaties deze ronde | opmerkingen                    | eindklassering |
| --------- | ---------------------- | --------------------- | ------------------------------ | -------------- |
| 1         | Tony Gallopin          |                       | Niet gestart voor de 8e etappe | DNF            |
| 2         | François Bidard        |                       |                                | 39e            |
| 3         | Geoffrey Bouchard      |                       |                                | 55e            |
| 4         | Ben Gastauer           |                       | Afgestapt tijdens de 8e etappe | DNF            |
| 5         | Jaakko Hänninen        |                       |                                | 73e            |
| 6         | Aurélien Paret-Peintre |                       |                                | 16e            |
| 7         | Andrea Vendrame        |                       |                                | 17e            |
| 8         | Larry Warbasse         |                       |                                | 50e            |

### Androni Giocattoli-Sidermec
| rugnummer | renner             | prestaties deze ronde | opmerkingen | eindklassering |
| --------- | ------------------ | --------------------- | ----------- | -------------- |
| 11        | Mattia Bais        |                       |             | 102e           |
| 12        | Alessandro Bisolti |                       |             | 90e            |
| 13        | Alexander Cepeda   |                       |             | 78e            |
| 14        | Luca Chirico       |                       |             | 85e            |
| 15        | Simon Pellaud      |                       |             | 71e            |
| 16        | Simone Ravanelli   |                       |             | 74e            |
| 17        | Jhonatan Restrepo  |                       |             | 103e           |
| 18        | Josip Rumac        |                       |             | 99e            |

### Astana Pro Team
| rugnummer | renner             | prestaties deze ronde | opmerkingen                     | eindklassering |
| --------- | ------------------ | --------------------- | ------------------------------- | -------------- |
| 21        | Jakob Fuglsang     |                       |                                 | 6e             |
| 22        | Manuele Boaro      |                       | Afgestapt tijdens de 18e etappe | DNF            |
| 23        | Rodrigo Contreras  |                       |                                 | 110e           |
| 24        | Fabio Felline      |                       |                                 | 25e            |
| 25        | Jonas Gregaard     |                       |                                 | 53e            |
| 26        | Miguel Ángel López |                       | Opgave tijdens de 1e etappe     | DNF            |
| 27        | Óscar Rodríguez    |                       |                                 | 45e            |
| 28        | Aleksandr Vlasov   |                       | Afgestapt tijdens de 2e etappe  | DNF            |

### Bahrain McLaren
| rugnummer | renner              | prestaties deze ronde | opmerkingen | eindklassering |
| --------- | ------------------- | --------------------- | ----------- | -------------- |
| 31        | Yukiya Arashiro     |                       |             | 89e            |
| 32        | Enrico Battaglin    |                       |             | 46e            |
| 33        | Peio Bilbao         |                       |             | 6e             |
| 34        | Eros Capecchi       |                       |             | 87e            |
| 35        | Domen Novak         |                       |             | 59e            |
| 36        | Mark Padoen         |                       |             | 70e            |
| 37        | Hermann Pernsteiner |                       |             | 10e            |
| 38        | Jan Tratnik         | Winnaar: 16e etappe   |             | 62e            |

### Bardiani-CSF-Faizanè
| rugnummer | renner             | prestaties deze ronde | opmerkingen                          | eindklassering |
| --------- | ------------------ | --------------------- | ------------------------------------ | -------------- |
| 41        | Giovanni Carboni   |                       |                                      | 82e            |
| 42        | Luca Covili        |                       | Finishte buiten tijd in de 1e etappe | DNF            |
| 43        | Filippo Fiorelli   |                       |                                      | 109e           |
| 44        | Giovanni Lonardi   |                       |                                      | 125e           |
| 45        | Fabio Mazzucco     |                       |                                      | 129e           |
| 46        | Francesco Romano   |                       |                                      | 91e            |
| 47        | Alessandro Tonelli |                       |                                      | 51e            |
| 48        | Filippo Zana       |                       |                                      | 100e           |

### BORA-hansgrohe
| rugnummer | renner           | prestaties deze ronde                         | opmerkingen                    | eindklassering |
| --------- | ---------------- | --------------------------------------------- | ------------------------------ | -------------- |
| 51        | Peter Sagan      | Winnaar: 10e etappe 4e en 5e etappe 2e etappe |                                | 92e            |
| 52        | Cesare Benedetti |                                               |                                | 94e            |
| 53        | Maciej Bodnar    |                                               |                                | 107e           |
| 54        | Matteo Fabbro    |                                               |                                | 23e            |
| 55        | Patrick Gamper   |                                               | Niet gestart voor de 8e etappe | DNF            |
| 56        | Patrick Konrad   |                                               |                                | 6e             |
| 57        | Rafał Majka      |                                               |                                | 12e            |
| 58        | Paweł Poljański  |                                               |                                | 67e            |

### CCC Team
| rugnummer | renner             | prestaties deze ronde | opmerkingen                    | eindklassering |
| --------- | ------------------ | --------------------- | ------------------------------ | -------------- |
| 61        | Ilnoer Zakarin     |                       |                                | 22e            |
| 62        | Josef Černý        | Winnaar: 19e etappe   |                                | 86e            |
| 63        | Victor de la Parte |                       |                                | 34e            |
| 64        | Kamil Gradek       |                       |                                | 104e           |
| 65        | Pavel Kotsjetkov   |                       | Afgestapt tijdens de 9e etappe | DNF            |
| 66        | Kamil Małecki      |                       |                                | 68e            |
| 67        | Joey Rosskopf      |                       |                                | 64e            |
| 68        | Attila Valter      |                       |                                | 27e            |

### Cofidis
| rugnummer | renner             | prestaties deze ronde | opmerkingen                | eindklassering |
| --------- | ------------------ | --------------------- | -------------------------- | -------------- |
| 71        | Elia Viviani       |                       |                            | 112e           |
| 72        | Simone Consonni    |                       |                            | 115e           |
| 73        | Nicolas Edet       |                       | Afgestapt in de 15e etappe | DNF            |
| 74        | Nathan Haas        |                       |                            | 119e           |
| 75        | Jesper Hansen      |                       |                            | 44e            |
| 76        | Mathias Le Turnier |                       |                            | 80e            |
| 77        | Marco Mathis       |                       |                            | 130e           |
| 78        | Stéphane Rossetto  |                       |                            | 63e            |

### Deceuninck–Quick-Step
| rugnummer | renner           | prestaties deze ronde | opmerkingen | eindklassering |
| --------- | ---------------- | --- | ----------- | -------------- |
| 81        | João Almeida     | 3e, 4e, 5e, 6e, 7e, 8e, 9e, 10e, 11e, 12e, 13e, 14e, 15e, 16e en 17e etappe 3e, 4e, 5e, 6e, 7e, 8e, 9e, 10e, 11e, 12e, 13e, 14e, 15e, 16e en 17e etappe |             | 4e             |
| 82        | Davide Ballerini | |             | 72e            |
| 83        | Álvaro Hodeg     | |             | 131e           |
| 84        | Mikkel Honoré    | |             | 30e            |
| 85        | Iljo Keisse      | |             | 122e           |
| 86        | James Knox       | |             | 14e            |
| 87        | Fausto Masnada   | |             | 9e             |
| 88        | Pieter Serry     | |             | 28e            |
|           | Team             | 3e, 4e, 5e, 6e en 7e etappe |             |                |

### EF Education First Pro Cycling
| rugnummer | renner           | prestaties deze ronde                                                         | opmerkingen                  | eindklassering |
| --------- | ---------------- | ----------------------------------------------------------------------------- | ---------------------------- | -------------- |
| 91        | Sean Bennett     |                                                                               | Niet gestart in de 8e etappe | DNF            |
| 92        | Jonathan Caicedo | Winnaar: 3e etappe 3e en 4e etappe                                            |                              | 65e            |
| 93        | Simon Clarke     |                                                                               |                              | 75e            |
| 94        | Lawson Craddock  |                                                                               | Niet gestart in de 10 etappe | DNF            |
| 95        | Ruben Guerreiro  | Winnaar: 9e etappe 9e, 10e, 11e, 12e, 13e, 14e, 17e etappe, 18e en 19e etappe | Winnaar Bergklassement       | 33e            |
| 96        | Tanel Kangert    |                                                                               |                              | 32e            |
| 97        | Lachlan Morton   |                                                                               |                              | 111e           |
| 98        | James Whelan     |                                                                               |                              | 105e           |

### Groupama-FDJ
| rugnummer | renner              | prestaties deze ronde                                                                                            | opmerkingen               | eindklassering |
| --------- | ------------------- | --- | ------------------------- | -------------- |
| 101       | Arnaud Démare       | Winnaar: 4e, 6e, 7e en 11e etappe 6e, 7e, 8e, 9e, 10e, 11e, 12e, 13e, 14e, 15e, 16e, 17e, 18e, 19e en 20e etappe | Winnaar Puntenklassement  | 121e           |
| 102       | Kilian Frankiny     | |                           | 77e            |
| 103       | Jacopo Guarnieri    | |                           | 128e           |
| 104       | Simon Guglielmi     | |                           | 116e           |
| 105       | Ignatas Konovalovas | |                           | 124e           |
| 106       | Miles Scotson       | |                           | 113e           |
| 107       | Ramon Sinkeldam     | | Afgestapt in de 10 etappe | DNF            |
| 109       | Benjamin Thomas     | | Afgestapt in de 5e etappe | DNF            |

### Israel Start-Up Nation
| rugnummer | renner             | prestaties deze ronde | opmerkingen                  | eindklassering |
| --------- | ------------------ | --------------------- | ---------------------------- | -------------- |
| 111       | Rudy Barbier       |                       | Niet gestart in de 9e etappe | DNF            |
| 112       | Matthias Brändle   |                       |                              | 126e           |
| 113       | Alexander Cataford |                       | Uitgevallen in de 12e etappe | DNF            |
| 114       | Davide Cimolai     |                       |                              | 118e           |
| 115       | Alex Dowsett       | Winnaar: 8e etappe    |                              | 120e           |
| 116       | Daniel Navarro     |                       |                              | 48e            |
| 117       | Guy Sagiv          |                       |                              | 132e           |
| 118       | Rick Zabel         | 1e etappe             |                              | 123e           |

### Lotto Soudal
| rugnummer | renner             | prestaties deze ronde | opmerkingen | eindklassering |
| --------- | ------------------ | --------------------- | ----------- | -------------- |
| 121       | Thomas De Gendt    |                       |             | 41e            |
| 122       | Sander Armée       |                       |             | 47e            |
| 123       | Jonathan Dibben    |                       |             | 133e           |
| 124       | Carl Fredrik Hagen |                       |             | 42e            |
| 125       | Adam Hansen        |                       |             | 117e           |
| 126       | Matthew Holmes     |                       |             | 81e            |
| 127       | Stefano Oldani     |                       |             | 98e            |
| 128       | Harm Vanhoucke     |                       |             | 60e            |

### Mitchelton-Scott
| rugnummer | renner           | prestaties deze ronde | opmerkingen                    | eindklassering |
| --------- | ---------------- | --------------------- | ------------------------------ | -------------- |
| 131       | Simon Yates      |                       | Niet van start in de 8e etappe | DNF            |
| 132       | Edoardo Affini   |                       | Niet gestart in de 8e etappe   | DNF            |
| 133       | Brent Bookwalter |                       | Niet gestart in de 6e etappe   | DNF            |
| 134       | Jack Haig        |                       | Niet van start in de 10 etappe | DNF            |
| 135       | Lucas Hamilton   |                       | Niet van start in de 10 etappe | DNF            |
| 136       | Michael Hepburn  |                       | Niet van start in de 10 etappe | DNF            |
| 137       | Damien Howson    |                       | Niet van start in de 10 etappe | DNF            |
| 138       | Cameron Meyer    |                       | Niet van start in de 10 etappe | DNF            |

### Movistar Team
| rugnummer | renner            | prestaties deze ronde | opmerkingen | eindklassering |
| --------- | ----------------- | --------------------- | ----------- | -------------- |
| 141       | Davide Villella   |                       |             | 40e            |
| 142       | Héctor Carretero  |                       |             | 79e            |
| 143       | Dario Cataldo     |                       |             | 66e            |
| 144       | Antonio Pedrero   |                       |             | 19e            |
| 145       | Einer Rubio       |                       |             | 58e            |
| 146       | Sergio Samitier   |                       |             | 13e            |
| 147       | Eduardo Sepúlveda |                       |             | 57e            |
| 148       | Albert Torres     |                       |             | 106e           |

### NTT Pro Cycling
| rugnummer | renner                  | prestaties deze ronde | opmerkingen | eindklassering |
| --------- | ----------------------- | --------------------- | ----------- | -------------- |
| 151       | Louis Meintjes          |                       |             | 36e            |
| 152       | Victor Campenaerts      |                       |             | 95e            |
| 153       | Amanuel Ghebreigzabhier |                       |             | 54e            |
| 154       | Ben O'Connor            | Winnaar: 17e etappe   |             | 20e            |
| 155       | Domenico Pozzovivo      |                       |             | 11e            |
| 156       | Matteo Sobrero          |                       |             | 76e            |
| 157       | Dylan Sunderland        |                       |             | 114e           |
| 158       | Danilo Wyss             |                       |             | 84e            |

### Team INEOS Grenadiers
| rugnummer | renner               | prestaties deze ronde                                                                                  | opmerkingen                    | eindklassering |
| --------- | -------------------- | --- | ------------------------------ | -------------- |
| 161       | Geraint Thomas       | | Niet gestart voor de 4e etappe | DNF            |
| 162       | Jonathan Castroviejo | |                                | 24e            |
| 163       | Rohan Dennis         | |                                | 35e            |
| 164       | Filippo Ganna        | Winnaar: 1e, 5e etappe en 14e etappe 1e en 2e etappe 1e etappe 5e, 6e, 7e en 8e etappe 1e en 2e etappe |                                | 61e            |
| 165       | Tao Geoghegan Hart   | Winnaar: 15e en 20e etappe                                                                             | Eindwinnaar Ronde van Italië   | 1e             |
| 166       | Jhonatan Narváez     | Winnaar: 12e etappe                                                                                    | Afgestapt in de 15e etappe     | DNF            |
| 167       | Salvatore Puccio     | |                                | 56e            |
| 168       | Ben Swift            | |                                | 18e            |
|           | Team                 | 1e, 2e, 8e, 9e, 10e, 11e, 12e, 13e, 14e, 15e, 16e, 17e, 18e, 19e en 20e etappe                         | Winnaar Ploegenklassement      |                |

### Team Jumbo-Visma
| rugnummer | renner              | prestaties deze ronde | opmerkingen                    | eindklassering |
| --------- | ------------------- | --------------------- | ------------------------------ | -------------- |
| 171       | Steven Kruijswijk   |                       | Niet van start in de 10 etappe | DNF            |
| 172       | Koen Bouwman        |                       | Niet van start in de 10 etappe | DNF            |
| 173       | Tobias Foss         |                       | Niet van start in de 10 etappe | DNF            |
| 174       | Chris Harper        |                       | Niet van start in de 10 etappe | DNF            |
| 175       | Tony Martin         |                       | Niet van start in de 10 etappe | DNF            |
| 176       | Christoph Pfingsten |                       | Niet van start in de 10 etappe | DNF            |
| 177       | Antwan Tolhoek      |                       | Niet van start in de 10 etappe | DNF            |
| 178       | Jos van Emden       |                       | Niet van start in de 10 etappe | DNF            |

### Team Sunweb
| rugnummer | renner           | prestaties deze ronde                                 | opmerkingen                    | eindklassering |
| --------- | ---------------- | ----------------------------------------------------- | ------------------------------ | -------------- |
| 181       | Wilco Kelderman  | 18e en 19e etappe                                     |                                | 3e             |
| 182       | Nico Denz        |                                                       |                                | 83e            |
| 183       | Chad Haga        |                                                       |                                | 69e            |
| 184       | Chris Hamilton   |                                                       |                                | 29e            |
| 185       | Jai Hindley      | Winnaar: 18e etappe 20e etappe 18e, 19e en 20e etappe |                                | 2e             |
| 186       | Michael Matthews |                                                       | Niet van start in de 10 etappe | DNF            |
| 187       | Sam Oomen        |                                                       |                                | 21e            |
| 188       | Martijn Tusveld  |                                                       |                                | 26e            |

### Trek-Segafredo
| rugnummer | renner             | prestaties deze ronde | opmerkingen                     | eindklassering |
| --------- | ------------------ | --------------------- | ------------------------------- | -------------- |
| 191       | Vincenzo Nibali    |                       |                                 | 7e             |
| 192       | Julien Bernard     |                       |                                 | 49e            |
| 193       | Gianluca Brambilla |                       | afgestapt tijdens de 15e etappe | DNF            |
| 194       | Giulio Ciccone     |                       | Niet gestart voor de 14e etappe | DNF            |
| 195       | Nicola Conci       |                       |                                 | 52e            |
| 196       | Jacopo Mosca       |                       |                                 | 31e            |
| 197       | Antonio Nibali     |                       |                                 | 37e            |
| 198       | Pieter Weening     |                       | Afgestapt in de 5e etappe       | DNF            |

### UAE Team Emirates
| rugnummer | renner              | prestaties deze ronde                     | opmerkingen                   | eindklassering |
| --------- | ------------------- | ----------------------------------------- | ----------------------------- | -------------- |
| 201       | Diego Ulissi        | Winnaar: 2e en 13e etappe 2e en 3e etappe |                               | 38e            |
| 202       | Mikkel Bjerg        |                                           |                               | 97e            |
| 203       | Valerio Conti       |                                           |                               | 101e           |
| 204       | Joe Dombrowski      |                                           |                               | 43e            |
| 205       | Fernando Gaviria    |                                           | Niet gestart in de 16e etappe | DNF            |
| 206       | Brandon McNulty     |                                           |                               | 15e            |
| 207       | Sebastián Molano    |                                           | Niet gestart in de 15e etappe | DNF            |
| 208       | Maximiliano Richeze |                                           | Opgave in de 16e etappe       | DNF            |

### Vini Zabù-KTM
| rugnummer | renner            | prestaties deze ronde | opmerkingen                    | eindklassering |
| --------- | ----------------- | --------------------- | ------------------------------ | -------------- |
| 211       | Giovanni Visconti | 15e en 16e etappe     | Niet gestart in de 18e etappe  | DNF            |
| 212       | Simone Bevilacqua |                       |                                | 127e           |
| 213       | Marco Frapporti   |                       |                                | 108e           |
| 214       | Lorenzo Rota      |                       |                                | 93e            |
| 215       | Matteo Spreafico  |                       | Niet gestart in de 19e etappe  | DNF            |
| 216       | Etienne van Empel |                       |                                | 88e            |
| 217       | Luca Wackermann   |                       | Afgestapt tijdens de 4e etappe | DNF            |
| 218       | Edoardo Zardini   |                       |                                | 96e            |

## Deelnemers per land
| Deelnemers | Land |
| ---------- | --- |
| 48         | Italië |
| 18         | Australië |
| 12         | Frankrijk |
| 10         | Nederland |
| 9          | Spanje |
| 8          | Verenigd Koninkrijk, Verenigde Staten                                                                                         |
| 7          | Colombia |
| 6          | België |
| 5          | Denemarken, Duitsland, Polen                                                                                                  |
| 4          | Oostenrijk |
| 3          | Ecuador, Rusland, Zwitserland                                                                                                 |
| 2          | Argentinië, Noorwegen, Portugal, Slovenië                                                                                     |
| 1          | Estland, Eritrea, Finland, Hongarije, Israël, Japan, Kroatië, Litouwen, Luxemburg, Slowakije, Tsjechië, Oekraïne, Zuid-Afrika |

1e etappe ·
2e etappe ·
3e etappe ·
4e etappe ·
5e etappe ·
6e etappe ·
7e etappe ·
8e etappe ·
9e etappe ·
10e etappe ·
11e etappe ·
12e etappe ·
13e etappe ·
14e etappe ·
15e etappe ·
16e etappe ·
17e etappe ·
18e etappe ·
19e etappe ·
20e etappe ·
21e etappe
Startlijst · Eindstanden · Afbeeldingen